# K.C. Høier
Knud Christian Høier (født 9. marts 1815 i Bjerreby på Tåsinge, død 4. marts 1894 i Lundby på Falster) var en dansk fæstebonde og politiker.
Høier var søn skolelærer Chr. Knudsen Høier. Han var underforvalter og senere avlsforvalter før han i 1841 blev fæster på sine svigerforældres gård i Bjerreby. Han købte i 1853 en gård i Lundby på Falster og året efter Lundby Mølle.
Høier var medlem af Den Grundlovgivende Rigsforsamling valgt i Svendborg Amts 7. distrikt (Sønder Broby) og medlem af Folketinget valgt i Svendborg Amts 5. valgkreds (Højrupkredsen) fra 1849 til 8. august 1854 hvor han nedlagde sit mandat. Han var ikke opstillet ved flere folketingsvalg, men stillede op ved landstingsvalget 1855 uden at blive valgt.
Der er et bevaringsværdigs gravminde for Høier på Brarup Kirkegård.